# Grey Seal
Grey Seal è una canzone scritta ed interpretata da Elton John; il testo è di Bernie Taupin e nelle intenzioni del paroliere dovrebbe richiamare alla mente solo delle immagini, senza alcun concetto intrinseco. Proveniente dall'album Goodbye Yellow Brick Road del 1973, il brano presenta il caratteristico sound del resto del disco, con largo uso di sintetizzatore e tastiere. È presente anche il pianoforte, che può richiamare alla mente la cover di Elton di Pinball Wizard.

## La versione del 1970
La canzone venne scritta originariamente nel 1970 e fu distribuita come B - Side del singolo Rock n Roll Madonna. Entrambe le canzoni sono disponibili nella versione rimasterizzata dell'album Elton John. Rispetto a quella del 1973, questa versione è lenta, molto meno ritmata, e possiede gli imponenti arrangiamenti orchestrali di Paul Buckmaster. Di Grey Seal esiste anche una demo, pubblicata nel 1994 sulla raccolta The Unsurpassed Dick James Demos.